# Ночь любви
«Ночь любви» (англ. The Night of Love) — немая приключенческая драма 1927 года.

## Сюжет
События фильма разворачиваются в старину в Испании. Монтеро, сын цыганского барона, собирается жениться. Однако герцог де ла Гарда по праву феодала требует, чтобы брачную ночь невеста Монтеро провела в его замке. Дабы избежать позора, девушка накладывает на себя руки. Монтеро клянётся отомстить.
Вскоре герцог берет в жены принцессу Мари, племянницу короля. Монтеро похищает новобрачных и увозит в заброшенный замок у моря. После того, как герцога отпускают на свободу, Мари против воли влюбляется в своего похитителя.
Тем не менее она возвращается к мужу. Тот заключает её в темницу, куда затем попадает и Монтеро. Его приговаривают к сожжению на костре, но храброму цыгану удается поднять восстание и убить герцога.

## В ролях
- Рональд Колман — Монтеро
- Вильма Банки — принцесса Мари
- Монтегю Лав — герцог де ла Гарда
- Ласка Винтерс — невеста Монтеро
- Гибсон Гоуленд — бандит
- Салли Рэнд — цыганка-танцовщица